# Vacuòmetre de McLeod

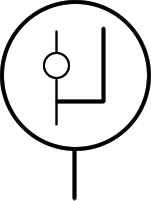
Símbol del vacuòmetre McLeod segons la norma ISO 3753-1977 (I).

Esquema de funcionament d'un vacuometre tipus McLeod.

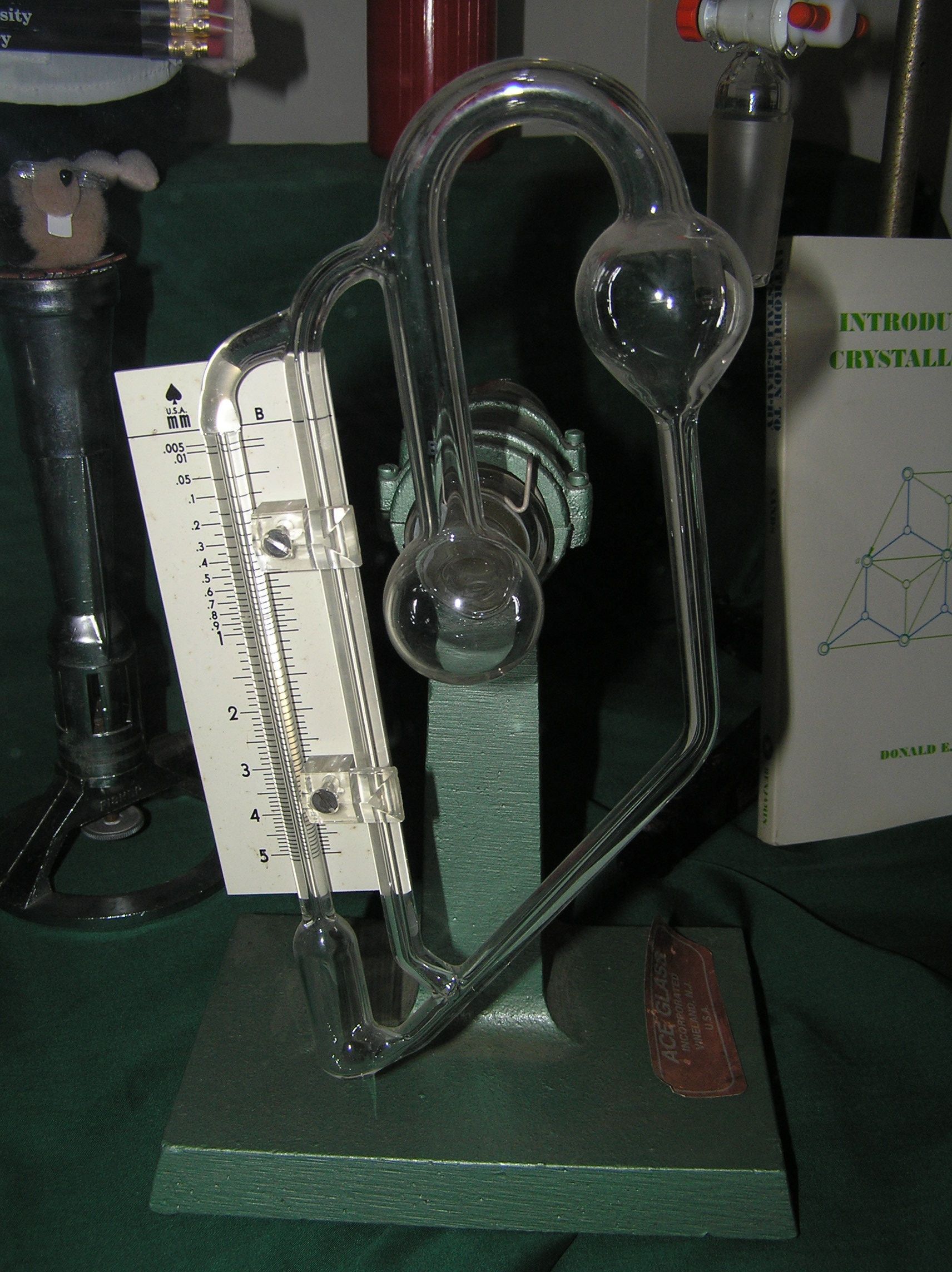
vacuòmetre de McLeod de vidre on se li ha tret el mercuri.

El vacuòmetre de McLeod és un vacuòmetre que mesura amb gran precisió pressionis inferiors a la pressió atmosfèrica. S'utilitza tant en la indústria com en el camp de la recerca científica i tècnica.
Va ser inventat en 1874 per Herbert G. McLeod (1841-1923). Tot i que, encara avui és freqüent trobar-los formant part de complexos equipaments d'alt buit, que estan sent substituïts per vacuòmetres electrònics.

## Esquema de funcionament
El fonament del vacuòmetre McLeod consisteix en comprimir amb mercuri una mostra del gas del sistema sotmès a mesura amb el propòsit d'aconseguir major sensibilitat aplicant la Llei de Boyle-Mariotte.
Per poder mesurar una pressió de buit amb el vacuòmetre de McLeod es parteix de la posició de repòs, és a dir quan està en posició horitzontal. Llavors s'inclina suaument perquè el mercuri contingut en el bulb principal penetri en els capil·lars. Quan el mercuri arriba a la línia de tall (aforament), el gas contingut en el capil·lar de l'esquerra queda atrapat i aïllat de la resta del sistema fet que provoca que, en seguir abocant el mercuri, augmenti la seva pressió.
- p: la pressió que es desitja mesurar,
- V: el volum del bulb més el del capil·lar, explicat a partir de la línia de vora,
- v: el volum del gas una vegada comprimit, quan el Hg en el capil·lar de comparació s'enrasa amb la línia de zero,
- A: la secció del capil·lar de mesurament,
- h: la distància a la qual queda el Hg en el capil·lar de mesurament a partir de la línia de zero,
- P: la pressió al fet que es troba el gas en el volum v. Aquesta pressió és igual a la suma de la pressió hidroestàtica h més la pressió que desitgem mesurar:

Llavors,
Aplicant la Llei de Boyle-Mariotte resulta:
Si h es mesura en mm, A en mm² i V en mm³, la pressió p estarà expressada en Torr
Atès que el vacuòmetre de McLeod comprimeix els gasos per realitzar el mesurament, els vapors condensables a la pressió P no seran mesurats per l'instrument en qüestió..